# Histoire Abrégée des Plantes des Pyrenées
Histoire Abrégée des Plantes des Pyrenées (abreviado Hist. Pl. Pyrenées) es un libro ilustrado con descripciones botánicas que fue escrito por el naturalista francés Philippe-Isidore Picot de Lapeyrouse y publicado en el año 1813.